# In The Wake Of Determination
In The Wake Of Determination е вторият студиен албум на американската рок група Story Of The Year. Той е издаден на 11 октомври 2005. Първият сингъл, който е издаден от албума е We Don't Care Anymore, последван от още две песни, Our Time Is Now и Take Me Back. Албумът има много по-тежко звучене от дебютния им албум Page Avenue.

## Песни
1. We Don't Care Anymore 3:31
2. Take Me Back 4:07
3. Our Time Is Now 4:08
4. Taste The Poison 3:44
5. Stereo 3:31
6. Five Against The World 3:13
7. Sleep 4:13
8. Meathead 2:25
9. March Of The Dead 3:49
10. Pay Your Enemy 3:09
11. Wake Up The Voiceless 4:18
12. Is This My Fate? He Asked Them 5:15
13. Silent Murder 2:36
14. Unheard Voice 3:11

## Членове на групата
- Дан Марсала – Вокалист
- Райън Филипс – Соло китара
- Адам Русел – Бас китара
- Филип Снийд – Ритъм китара
- Джош Уилс – Барабани